# Puchar Sześciu Narodów 2001
Puchar Sześciu Narodów 2001 (2001 Six Nations Championship, a także od nazwy sponsora turnieju, Lloyds TSB – 2001 Lloyds TSB Six Nations Championship) – druga edycja Pucharu Sześciu Narodów, corocznego turnieju w rugby union rozgrywanego pomiędzy sześcioma najlepszymi zespołami narodowymi półkuli północnej. Turniej odbył się pomiędzy 3 lutego a 20 października 2001 roku.
Wliczając turnieje w poprzedniej formie, od czasów Home Nations Championship i Pucharu Pięciu Narodów, była to 107. edycja tych zawodów. W turnieju brały udział reprezentacje narodowe Anglii, Francji, Irlandii, Szkocji, Walii i Włoch. Sędziowie zawodów zostali wyznaczeni w grudniu 2000 roku, po raz pierwszy wprowadzono też arbitra telewizyjnego.
Z powodu pryszczycy w Wielkiej Brytanii IRFU po konsultacjach z ministerstwem rolnictwa postanowił odwołać spotkania z brytyjskimi zespołami, zarówno u siebie, jak i na wyjeździe mając na względzie możliwość przywleczenia wirusa do kraju. Prasowe doniesienia mówiły o możliwości niedokończenia zawodów, organizatorzy turnieju zdementowali jednak te pogłoski i po konsultacjach przełożyli zaległe mecze na przełom kwietnia i maja. Gdy epidemia nadal nie wygasała, na początku kwietnia mecze z udziałem irlandzkiej reprezentacji odłożono na jesień, zaś pod koniec tego miesiąca ustalono, iż odbędą się one na przełomie września i października.
Ostatecznie w zawodach zwyciężyli Anglicy, którzy jednak trzeci rok z rzędu przegrali decydujący o Wielkim Szlemie ostatni mecz turnieju. Najwięcej punktów w zawodach zdobył Jonny Wilkinson, zaś w kategorii przyłożeń z pięcioma zwyciężył Will Greenwood.

## Mecze
| 3 lutego 200114:00 | Włochy                                                                                  | 22:41 | Irlandia                                                            | Stadio Flaminio, Rzym Sędzia: Jonathan Kaplan |
| 3 lutego 200114:00 | Carlo Checchinato 5 (P) Corrado Pilat 8 (P K) Mauro Bergamasco 5 (P) Ramiro Pez 4 (2pd) | 22:41 | Rob Henderson 15 (3P) Ronan O’Gara 21 (P 2pd 4K) Shane Horgan 5 (P) | Stadio Flaminio, Rzym Sędzia: Jonathan Kaplan |
| 3 lutego 200114:00 | Alessandro Troncon                                                                      | 22:41 | Ronan O’Gara                                                        | Stadio Flaminio, Rzym Sędzia: Jonathan Kaplan |

| 3 lutego 200116:00 | Walia                                                       | 15:44 | Anglia                                                                                 | Millennium Stadium, Cardiff Sędzia: Joël Dumé |
| 3 lutego 200116:00 | Neil Jenkins 5 (pd K) Rob Howley 5 (P) Scott Quinnell 5 (P) | 15:44 | Ben Cohen 5 (P) Jonny Wilkinson 14 (4pd 2K) Matt Dawson 10 (2P) Will Greenwood 15 (3P) | Millennium Stadium, Cardiff Sędzia: Joël Dumé |

| 4 lutego 200114:00 | Francja                                                     | 16:6 | Szkocja            | Stade de France, Saint-Denis Sędzia: Stuart Dickinson |
| 4 lutego 200114:00 | Christophe Lamaison 11 (pd 3K) Philippe Bernat-Salles 5 (P) | 16:6 | Kenny Logan 6 (2K) | Stade de France, Saint-Denis Sędzia: Stuart Dickinson |

| 17 lutego 200114:00 | Irlandia                                       | 22:15 | Francja                                                                       | Lansdowne Road, Dublin Sędzia: Scott Young |
| 17 lutego 200114:00 | Brian O’Driscoll 5 (P) Ronan O’Gara 17 (pd 5K) | 22:15 | Christophe Lamaison 5 (pd K) Fabien Pelous 5 (P) Philippe Bernat-Salles 5 (P) | Lansdowne Road, Dublin Sędzia: Scott Young |
| 17 lutego 200114:00 | Ronan O’Gara                                   | 22:15 | Christophe Lamaison                                                           | Lansdowne Road, Dublin Sędzia: Scott Young |

| 17 lutego 200114:30 | Anglia | 80:23 | Włochy                                                                   | Twickenham Stadium, Londyn Sędzia: Stuart Dickinson |
| 17 lutego 200114:30 | Austin Healey 10 (2P) Ben Cohen 5 (P) Iain Balshaw 10 (2P) Joe Worsley 5 (P) Jonny Wilkinson 35 (P 9pd 4K) Lawrence Dallaglio 5 (P) Mark Regan 5 (P) Will Greenwood 5 (P) | 80:23 | Andrea Scanavacca 13 (2pd 3K) Carlo Checchinato 5 (P) Denis Dallan 5 (P) | Twickenham Stadium, Londyn Sędzia: Stuart Dickinson |
| 17 lutego 200114:30 | Walter Pozzebon | 80:23 |                                                                          | Twickenham Stadium, Londyn Sędzia: Stuart Dickinson |

| 17 lutego 200116:00 | Szkocja                                                                                             | 28:28 | Walia                                         | Murrayfield Stadium, Edynburg Sędzia: Steve Lander |
| 17 lutego 200116:00 | Chris Paterson 5 (P) Duncan Hodge 2 (pd) James McLaren 5 (P) Kenny Logan 11 (pd 3K) Tom Smith 5 (P) | 28:28 | Mark Taylor 5 (P) Neil Jenkins 23 (pd 3dg 4K) | Murrayfield Stadium, Edynburg Sędzia: Steve Lander |
| 17 lutego 200116:00 | Richard Metcalfe                                                                                    | 28:28 |                                               | Murrayfield Stadium, Edynburg Sędzia: Steve Lander |

| 3 marca 200114:00 | Włochy                                                 | 19:30 | Francja | Stadio Flaminio, Rzym Sędzia: Chris White |
| 3 marca 200114:00 | Diego Domínguez 14 (pd 4K) Massimiliano Perziano 5 (P) | 19:30 | Christophe Lamaison 15 (3pd 3K) Jean-Luc Sadourny 5 (P) Philippe Bernat-Salles 5 (P) Sébastien Bonetti 5 (P) | Stadio Flaminio, Rzym Sędzia: Chris White |

| 3 marca 200114:30 | Anglia | 43:3 | Szkocja            | Twickenham Stadium, Londyn Sędzia: Robert Davies |
| 3 marca 200114:30 | Iain Balshaw 10 (2P) Jonny Wilkinson 13 (5pd K) Lawrence Dallaglio 10 (2P) Richard Hill 5 (P) Will Greenwood 5 (P) | 43:3 | Duncan Hodge 3 (K) | Twickenham Stadium, Londyn Sędzia: Robert Davies |
| 3 marca 200114:30 | Budge Pountney | 43:3 |                    | Twickenham Stadium, Londyn Sędzia: Robert Davies |

| 17 marca 200114:00 | Francja | 35:43 | Walia                                                                                   | Stade de France, Saint-Denis Sędzia: Dave McHugh |
| 17 marca 200114:00 | Christophe Lamaison 11 (pd 3K) Gérald Merceron 14 (pd 4K) Philippe Bernat-Salles 5 (P) Sébastien Bonetti 5 (P) | 35:43 | Dafydd James 5 (P) Neil Jenkins 28 (P 4pd 2dg 3K) Rob Howley 5 (P) Scott Quinnell 5 (P) | Stade de France, Saint-Denis Sędzia: Dave McHugh |

| 17 marca 200116:00 | Szkocja                                 | 23:19 | Włochy                                            | Murrayfield Stadium, Edynburg Sędzia: Joël Dumé |
| 17 marca 200116:00 | Duncan Hodge 18 (dg 5K) Tom Smith 5 (P) | 23:19 | Diego Domínguez 14 (pd 4K) Mauro Bergamasco 5 (P) | Murrayfield Stadium, Edynburg Sędzia: Joël Dumé |

| 7 kwietnia 200114:30 | Anglia | 48:19 | Francja                                                    | Twickenham Stadium, Londyn Sędzia: Tappe Henning |
| 7 kwietnia 200114:30 | Iain Balshaw 5 (P) Jonny Wilkinson 18 (6pd 2K) Matt Perry 5 (P) Mike Catt 5 (P) Phil Greening 5 (P) Richard Hill 5 (P) Will Greenwood 5 (P) | 48:19 | Gérald Merceron 14 (pd dg 3K) Philippe Bernat-Salles 5 (P) | Twickenham Stadium, Londyn Sędzia: Tappe Henning |

| 8 kwietnia 200114:00 | Włochy                                             | 23:33 | Walia                                                            | Stadio Flaminio, Rzym Sędzia: Paul Honiss |
| 8 kwietnia 200114:00 | Carlo Checchinato 5 (P) Diego Domínguez 18 (dg 5K) | 23:33 | Gareth Cooper 5 (P) Neil Jenkins 18 (3pd 4K) Scott Gibbs 10 (2P) | Stadio Flaminio, Rzym Sędzia: Paul Honiss |
| 8 kwietnia 200114:00 | Cristian Stoica                                    | 23:33 | Craig Quinnell                                                   | Stadio Flaminio, Rzym Sędzia: Paul Honiss |

| 22 września 200113:15 | Szkocja | 32:10 | Irlandia                                                       | Murrayfield Stadium, Edynburg Sędzia: Chris White |
| 22 września 200113:15 | Andrew Henderson 5 (P) Budge Pountney 5 (P) Chris Paterson 10 (2pd 2K) Gregor Townsend 2 (pd) John Leslie 5 (P) Tom Smith 5 (P) | 32:10 | David Humphreys 2 (pd) Girvan Dempsey 5 (P) Ronan O’Gara 3 (K) | Murrayfield Stadium, Edynburg Sędzia: Chris White |
| 22 września 200113:15 | Ronan O’Gara | 32:10 |                                                                | Murrayfield Stadium, Edynburg Sędzia: Chris White |

| 13 października 200114:00 | Walia                | 6:36 | Irlandia | Millennium Stadium, Cardiff Sędzia: Jonathan Kaplan |
| 13 października 200114:00 | Stephen Jones 6 (2K) | 6:36 | Brian O’Driscoll 5 (P) David Humphreys 19 (2pd 5K) Denis Hickie 5 (P) Ronan O’Gara 2 (pd) Shane Horgan 5 (P) | Millennium Stadium, Cardiff Sędzia: Jonathan Kaplan |
| 13 października 200114:00 | Gavin Thomas         | 6:36 | Ronan O’Gara                                                                                                 | Millennium Stadium, Cardiff Sędzia: Jonathan Kaplan |

| 20 października 200116:00 | Irlandia                                                    | 20:14 | Anglia                                     | Lansdowne Road, Dublin Sędzia: Paul Honiss |
| 20 października 200116:00 | David Humphreys 9 (3K) Keith Wood 5 (P) Ronan O’Gara 6 (2K) | 20:14 | Austin Healey 5 (P) Jonny Wilkinson 9 (3K) | Lansdowne Road, Dublin Sędzia: Paul Honiss |
| 20 października 200116:00 | Ronan O’Gara                                                | 20:14 |                                            | Lansdowne Road, Dublin Sędzia: Paul Honiss |